# THE課題曲
『THE課題曲』（ザ・かだいきょく）は、avex-CLASSICSから発売されたアルバムである。演奏は東京佼成ウインドオーケストラ、指揮は山下一史。発売日は2008年7月23日。

## 解説
1970年代から1980年代の過去の名課題曲が11曲収録されている。指揮者の山下一史はすでに東京佼成ウインドオーケストラとも何度かレコーディングを行っているが、今回の指揮にあたってこれらの曲に特別な思い入れはないと述べている。全曲、課題曲として出版された楽譜を使用している（改訂版などの楽譜は一切使われていない）。6曲目の『ディスコ・キッド』に関しても楽譜通り「ディスコ!」の掛け声は入っていない。

## 収録曲
1. ジュビラーテ - ジェイガー 1978年
2. フェリスタス - 青木進 1979年
3. シンフォニックポップスへの指標 - 河辺浩市 1975年
4. 高度な技術への指標 - 河辺公一 1974年
5. ポップス描写曲《メイン・ストリートで》 - 岩井直溥 1976年
6. ディスコ・キッド - 東海林修 1977年
7. イリュージョン - 鵜沢正晴 1981年
8. 吹奏楽のための協奏的序曲 - 藤掛廣幸 1976年
9. 風紋 - 保科洋 1987年
10. 吹奏楽のための《深層の祭》 - 三善晃 1988年
11. オーバー・ザ・ギャラクシー - 斎藤高順 1980年